# غلروق
غلروق (الاسم العلمي: Agelastica)، جنس حشرات من فصيلة خنافس الأوراق. تضم نوع واحد فقط، غلروق المغث